# Julien Félix
Julien Félix, né le 15 mai 1827 à Metz et mort le 5 mars 1900 au Petit-Quevilly, est un avocat et bibliophile  français.

## Biographie
Julien Félix naît à Metz, le 15 mai 1827, fils de Max Félix, négociant, et de Caroline Anspach.
Il étudie le droit et fait carrière dans la magistrature. Il est substitut au tribunal de Charleville en 1857, puis substitut du procureur général à Montpellier en 1860 et avocat général à la cour d'appel de Caen en 1867. Il est nommé conseiller à la cour d'appel de Rouen en 1869. Il prend sa retraite le 15 mai 1897.
Au cours de sa carrière, il devient membre de plusieurs sociétés savantes. Il intègre la Société de l'histoire de Normandie le 7 août 1871. Membre de la Société rouennaise de bibliophilie à sa création en 1870, il en devient le président le 30 novembre 1875 et le restera jusqu'à sa mort. Il est reçu à l'Académie de Rouen le 3 mars 1876 dont il devient le président en 1879. Il entre à la Société des bibliophiles normands en 1877. Il est également membre de la Commission départementale des Antiquités de la Seine-Inférieure et de la Société normande de géographie qu'il préside en 1885-1886 et président de la Société artistique de Normandie. En 1886, il est un des membres fondateurs des Amis des monuments rouennais.
Il vit au 82 rampe Bouvreuil à Rouen en 1885, 33 rue Étoupée à Rouen en 1892-1894 et 26 boulevard Saint-Julien au Petit-Quevilly en 1896.
Il meurt à son domicile le 5 mars 1900.

## Carrière
- 10 janvier 1857 : substitut du procureur royal à Charleville
- 3 novembre 1860 : substitut du procureur général à Montpellier
- 27 mars 1867 : avocat général auprès de la cour d'appel de Caen
- 17 avril 1869 : conseiller à la cour d'appel de Rouen
- 15 mai 1897 : retraite, président de chambre honoraire

## Distinctions
- Chevalier de la Légion d'honneur (7 février 1878)[1].

## Ouvrage
- Les anciens imprimeurs - Certificat de l'examen universitaire d'un imprimeur rouennais, Rouen, Imprimerie de Espérance Cagniard, 1883 (lire en ligne)